# أندريه ريبيرو
أندريه ريبيرو (بالبرتغالية: André Ribeiro‏) هو مهندس برازيلي، ولد في 18 يناير 1966 في ساو باولو في البرازيل.

## روابط خارجية
- أندريه ريبيرو على موقع Racing-Reference.info (الإنجليزية)
- أندريه ريبيرو على موقع DriverDB.com (الإنجليزية)